# Stephen Baldwin
Pour les articles homonymes, voir Famille Baldwin et Baldwin.
Stephen Baldwin est un acteur, producteur, scénariste et réalisateur américain, né le 12 mai 1966, à Massapequa (État de New York). Il est surtout connu pour avoir incarné le truand McManus dans Usual Suspects en 1995.

## Biographie
Stephen Baldwin est le fils cadet d'Alexander Rae Baldwin Jr. et de Carol Newcomb Martineau. Son père, né le 26 octobre 1927, professeur en sciences sociales et entraîneur de football, est mort le 15 avril 1983 d'un cancer du poumon. Sa mère, née le 15 décembre 1929, diagnostiquée d'un cancer du sein en 1990, consacre sa vie à la recherche d'un remède pour cette maladie et fonde en 1996 la Carol M. Baldwin Breast Cancer Research Fund, Inc., dont l'unique but est de collecter des fonds pour la recherche sur le cancer du sein à la University Hospital & Medical Center de Stony Brook.
Il a trois frères aînés, tous acteurs : Alexander Rae Baldwin III (né le 3 avril 1958), Daniel Leroy Baldwin (né le 5 octobre 1960), et William Joseph Baldwin (né le 21 février 1963). Il a également deux sœurs aînées, Elizabeth Keuchler (née Baldwin, le 15 octobre 1955) et Jane Anne Sasso (née Baldwin, le 8 janvier 1965). Il est également le cousin de l'acteur Joseph Baldwin.

## Téléréalité
Entre janvier et mars 2008, il participe à The Celebrity Apprentice 1, avec notamment Tiffany Fallon ou encore Vincent Pastore. C'est l'émission de télé réalité de Donald Trump. Il est le neuvième candidat viré par Donald Trump.
En juin 2009, il participe avec son frère Daniel Baldwin, ainsi qu'avec Lou Diamond Phillips ou encore avec Janice Dickinson, à la version américaine de Je suis une célébrité, sortez-moi de là !, I'm a Celebrity... Get Me Out of Here ! 2. Il abandonne la compétition le jour 19, tout comme l'a fait le couple Heidi Montag/Spencer Pratt les jours 2 et 4.
En janvier 2010, il est de nouveau candidat à une émission de télé-réalité, cette fois-ci pour Celebrity Big Brother 7. Il est en compétition contre notamment Vinnie Jones, Heidi Fleiss, ou bien encore contre Ivana Trump, la première femme de Donald Trump. Il est éliminé par le public le jour 20, juste avant le rappeur Sisqó.
En 2013, il est de nouveau candidat à la version all-star de The Celebrity Apprentice, avec notamment le gagnant de la saison 3 Bret Michaels, l'ancienne playmate Playboy Brande Roderick, le rappeur Lil Jon, l'ancien basketteur Dennis Rodman, l'actrice Lisa Rinna ou encore La Toya Jackson. Jackson et Rodman ont également participé à Celebrity Big Brother, lors de saisons antérieures. Il est le septième candidat viré par Donald Trump.

## Vie privée
Il a été élevé dans la foi catholique. En 2001, il a affirmé avoir vécu une nouvelle naissance, est devenu chrétien évangélique, a été baptisé et est devenu membre d’une église évangélique,. Cette même année, avec Mario D'Ortenzio et Bobby Brewer (en), ils ont fondé Breakthrough Ministry, un ministère de sports extrêmes pour les jeunes.
En 2008, il a fondé Antioch Ministry puis Now More Than Ever, pour les militaires en 2009.
En 2016, il dit ne pas pouvoir participer aux films auxquels il est habitué en raison de violences injustifiées, d'un langage grossier et de sexe. Il mentionne également la situation, où le directeur de casting lui a dit que sa candidature avait été proposée pour trois films différents, mais le réalisateur a refusé à chaque fois, notamment parce que Steve ne peut pas garder le silence sur sa foi.
En 1987, il rencontre la graphiste brésilienne, Kennya Deodato (née le 1er octobre 1968) - qu'il épouse le 10 juin 1990. Le couple réside à Nyack, dans l'État de New York. Ensemble, ils ont deux filles : Alaia Baldwin (née le 24 janvier 1993) et Hailey Baldwin (née le 22 novembre 1996). Sa fille aînée est mariée depuis septembre 2017 à Andrew Aronow, avec qui elle a une fille, Iris Elle Aronow (née le 17 août 2020), et sa fille cadette est mariée depuis septembre 2018 au chanteur canadien Justin Bieber. Son beau-père par alliance est le musicien brésilien, Eumir Deodato.
Lors de la campagne pour l'élection présidentielle américaine de 2016, il soutient Donald Trump.

## Filmographie

### Cinéma
- 1988 : La Bête de guerre (The Beast of War) de Kevin Reynolds : Golikov
- 1988 : Homeboy de Michael Seresin : Luna Park Drunk
- 1989 : Né un 4 juillet (Born on the Fourth of July) de Oliver Stone : Billy Vorsovich
- 1989 : Dernière Sortie pour Brooklyn (Last Exit to Brooklyn) de Uli Edel : Sal
- 1992 : Crossing the Bridge de Mike Binder : Danny Morgan
- 1993 : La Revanche de Jesse Lee (Posse) de Mario Van Peebles : Jimmy J. 'Little J' Teeters
- 1993 : Entre deux feux (Bitter Harvest) de Duane Clark (en) : Travis
- 1994 : Mrs Parker et le Cercle vicieux (Mrs. Parker and the Vicious Circle) de Alan Rudolph : Roger Spalding
- 1994 : Le Cadeau du ciel (A Simple Twist of Fate) de Gillies MacKinnon : Tanny Newland
- 1994 : Deux garçons, une fille, trois possibilités (Threesome) de Andrew Fleming : Stuart
- 1994 : Cœur de champion (8 Seconds) de John G. Avildsen : Tuff Hedeman
- 1995 : Under the Hula Moon (en) de Jeff Celentano (en) : Buzzard Wall
- 1995 : Fall Time (en) de Paul Warner (en) : Leon
- 1995 : Usual Suspects de Bryan Singer : Michael McManus
- 1996 : Crimetime (en) de George Sluizer : Bobby Mahon
- 1996 : Liens d'acier (Fled) de Kevin Hooks : Mark Dodge
- 1996 : Bio-Dome de Jason Bloom (en) : Doyle Johnson
- 1997 : Sub Down de Gregg Champion (en) et Alan Smithee : Rick Postley
- 1998 : Pur et dur (One Tough Cop) de Bruno Barreto : Bo Dietl
- 1998 : S.C.A.R. (Justice sans sommation) (en) (Scar City) de Ken Sanzel : John Trace
- 1998 : Les Fumistes (Half Baked) de Tamra Davis : McGayver Smoker
- 1999 : The Sex Monster de Mike Binder : Murphy
- 1999 : Friends and Lovers de George Haas : Jon
- 2000 : Les Pierrafeu à Rock Vegas (The Flintstones in Viva Rock Vegas) de Brian Levant : Barney Rubble
- 2000 : Amours mortelles (Mercy) de Damian Harris : Mechanic
- 2000 : XChange de Allan Moyle : Clone #1/Toffler 3
- 2000 : Table One de Michael Bregman : Jimmy
- 2001 : Dead Awake (en) de Marc S. Grenier : Desmond Caine
- 2001 : Protection de John Flynn : Sal
- 2001 : Spider's Web (en) de Paul Levine : Clay Harding
- 2002 : Greenmail (de) de Jonathan Heap : Scott Anderson (Vidéo)
- 2002 : La Castagne 2 : Les Briseurs de glace (Slap Shot 2: Breaking the Ice) de Steve Boyum : Sean Linden
- 2002 : Deadrockstar (es) de Mark Boone Junior : Johnny
- 2003 : Shelter Island de Geoffrey Schaaf : Lenny
- 2003 : Lost Treasure (en) de Jim Wynorski : Bryan McBride
- 2003 : Warnings (Silent Warnings) de Christian McIntire : Cousin Joe Vossimer
- 2004 : Six: The Mark Unleashed (en) de Kevin Downes : Luke
- 2004 : Fallacy de Jeff Jensen : Realtor
- 2004 : Target (en) de William Webb : Charlie Snow
- 2005 : The Long Dark Kiss (Bound by Lies) de Valerie Landsburg : Max Garrett
- 2005 : Liminality de Jessica Manafort : Caramelli
- 2005 : Midnight Clear de Dallas Jenkins (en) : Lefty
- 2006 : The Genius Club (en) de Timothy A. Chey (en) : Rory
- 2006 : In My Sleep (en) d'Allen Wolf (en) : Détective Curwen
- 2008 : L'Attaque des requins tueurs (Shark in Venice) de Danny Lerner : David Franks
- 2008 : The Flyboys (en) de Rocco DeVilliers : Silvio Esposito
- 2009 : Shoot the Duke de Stephen Manuel : Max Rockinsky
- 2010 : Let the Game Begin (en) d'Amit Gupta : David Carroll
- 2010 : Loving the Bad Man de Peter Engert : McQuade
- 2010 : The Perfect Hurl de Will Eisenberg : El Toro
- 2011 : To the Wall de �Penelope Spheeris : Mansfield
- 2012 : Mother of War : Giuseppe
- 2013 : I'm in Love With a Church Girl de �Steve Race : Jason McDaniels
- 2014 : 2047: The Final War d'Alessandro Capone : Ryan Willburn
- 2019 : Le Prix de la vérité : L'Histoire vraie de Graham Staines d'�Aneesh Daniel :  Graham Staines

### Télévision
- 1986 : The Lawrenceville Stories (en) (série télévisée) : Gutter Pup
- 1987 : American Playhouse (en) (série télévisée) : Gutter Pup
- 1988 : Sacrée Famille (Family Ties) (série télévisée) : Bobby
- 1989 : China Beach (série télévisée) : Chuck Berry
- 1989-1992 : L'Équipée du Poney Express (Young Riders) (série télévisée) : William F. Cody
- 1990 : Jury Cuty: The Comedy de Michael Schultz (téléfilm) : Carlucci
- 1991 : The Belles of Bleeker Street (série télévisée) : un invité à la fête
- 1994 : New Eden d'Allan Metzger (téléfilm) : Adams
- 1995 : In a New Light: Sex Unplugged de Joseph F. Lovett : Host
- 1995 : Legend (série télévisée) : Jimmy Siringo
- 1995 : Dead Weekend d'Amos Poe (en) (téléfilm) : Weed
- 1998 : Mr. Murder (it) de Dick Lowry (téléfilm) : Marty Stillwater
- 1999 : Meurtres très ordonnés (Absence of the Good) de John Flynn (téléfilm) : Caleb Barnes
- 2000 : Haute voltige sur Miami (Cutaway) de Guy Manos (en) (téléfilm) : agent Victor Cooper
- 2000 : Batman, la relève (Batman Beyond) (série télévisée) : Big Time/Charlie Bigelow (voix)
- 2001 : Les Nuits de l'étrange (Night Visions) (série télévisée) : Barry
- 2001 : Dangereuses fréquentations au Zebra Lounge (Zebra Lounge) de Kari Skogland (téléfilm) : Jack Bauer
- 2003 : Piège en forêt (Firefight) de Paul Ziller (téléfilm) : Wolf
- 2005 : Les Experts (CSI: Crime Scene Investigation) de Duane Clark (en) (série télévisée) : Jesse Acheson
- 2005 : The Snake King (en) de Allan A. Goldstein (téléfilm) : Matt Ford
- 2006 : Jesse Stone: Night Passage (en) de Robert Harmon (téléfilm) : Joe Genest
- 2006 : La Dernière Tempête (Dark Storm) de Jason Bourque (téléfilm) : Daniel Gray
- 2006 : Collision fatale (au Canada) ou Pluie de Météorites (en France) (Earthstorm) de Terry Cunningham (téléfilm catastrophe américano-canadien) : John Redding
- 2007 : Eyes (série TV) : détective Vincent Novella
- 2007 : Les Ailes démoniaques (en) (Harpies) de �Josh Becker (téléfilm) : Jason

### Producteur exécutif
- 2005 : The Long Dark Kiss (Bound by Lies) de Valérie Landsburg (producteur exécutif)

### Coproducteur
- 2004 : Livin It de lui-même
- 2005 : Back in the Day de James Hunter

### Réalisateur
- 2004 : Livin It (court métrage)
- 2006 : Robbin Hoodz

### Scénariste
- 2006 : Robbin Hoodz